# Batrachoseps relictus
 (енгл. Relictual slender salamander) је водоземац из реда репатих водоземаца (Caudata) и породице безплућњака (Plethodontidae). 

## Распрострањење
Ареал врсте је ограничен на једну државу. Сједињене Америчке Државе су једино познато природно станиште врсте.

## Станиште
Станишта врсте су шуме и слатководна подручја. 

## Угроженост
Подаци о распрострањености ове врсте су недовољни.